# Marcus Bettinelli
Marcus Bettinelli (sinh ngày 24 tháng 5 năm 1992) là một cầu thủ bóng đá chuyên nghiệp người Anh hiện đang chơi ở vị trí thủ môn cho câu lạc bộ Premier League Manchester City và đội tuyển quốc gia Anh.

## Sự nghiệp câu lạc bộ

### Fulham

#### Thời thơ ấu và sự nghiệp ban đầu
Bettinelli sinh ra tại Camberwell, Greater London. Anh bắt đầu sự nghiệp tại Fulham từ năm 14 tuổi vào tháng 7 năm 2006, và ký hợp đồng chuyên nghiệp đầu tiên vào tháng 7 năm 2010.
Ngày 17 tháng 8 năm 2012, Bettinelli gia nhập câu lạc bộ Conference Premier Dartford theo hợp đồng mượn một tháng để tích lũy kinh nghiệm thi đấu. Anh ra mắt ngay ngày hôm sau trong trận thua 0–2 trên sân khách trước Macclesfield Town. Sau 7 lần ra sân, hợp đồng mượn của anh được gia hạn thêm một tháng, và tiếp tục kéo dài đến cuối năm. Anh có tổng cộng 42 lần ra sân ở mọi giải đấu trước khi được Fulham triệu hồi vào ngày 26 tháng 3 năm 2013.
Ngày 28 tháng 8 năm 2013, Bettinelli gia nhập câu lạc bộ League Two Accrington Stanley theo hợp đồng mượn một tháng. Anh ra mắt cùng ngày trong League Cup gặp Cardiff City và thua 0–2 trên sân nhà. Ngày 31 tháng 8, anh ra mắt giải Football League trong trận thua 0–1 trước Burton Albion trên sân nhà. Fulham xác nhận ngày 2 tháng 9 rằng Bettinelli sẽ ở lại Accrington cho đến hết mùa giải 2013–14, nhưng anh được triệu hồi ngày 26 tháng 12 và được điền tên vào băng ghế dự bị trong chiến thắng 2–1 trên sân khách trước Norwich City để thay thế David Stockdale. Ngày 3 tháng 1 năm 2014, anh trở lại Accrington Stanley theo hợp đồng mượn đến ngày 30 tháng 1.

#### 2014–2021
Bettinelli ký gia hạn hợp đồng hai năm với Fulham ngày 10 tháng 1 năm 2014, giữ anh ở lại câu lạc bộ đến tháng 6 năm 2016. Anh ra mắt đội một ngày 26 tháng 8 tại vòng 2 League Cup gặp đối thủ cùng thành phố Brentford, giữ sạch lưới trong chiến thắng 1–0. Bốn ngày sau, anh có trận ra mắt ở giải Championship trong trận hòa 1–1 với Cardiff City. Ngày 5 tháng 12, anh bị truất quyền sau 18 phút trong trận thua 0–5 trước Watford tại Craven Cottage vì phạm lỗi với Matěj Vydra, dẫn đến quả 11m được Troy Deeney thực hiện thành công trước thủ môn dự bị Gábor Király.
Ngày 30 tháng 8 năm 2017, anh ký tiếp hợp đồng mới với Fulham đến tháng 6 năm 2020, với tùy chọn gia hạn thêm một năm. Anh là thủ môn dự bị cho David Button hầu hết mùa giải 2016–17 và tưởng rằng sự nghiệp ở Fulham đã kết thúc, nhưng HLV Slaviša Jokanović đã trao cơ hội cho anh trở thành thủ môn chính mùa sau. Fulham kết thúc mùa giải ở vị trí thứ ba, giành vé tham dự play-off, thắng Derby County 2–1 ở bán kết và Aston Villa 1–0 ở chung kết tại Wembley Stadium.
Tháng 10 năm 2018, Bettinelli ký hợp đồng mới kéo dài đến 2021. Mùa 2018–19, anh mất vị trí chính thức vào tay thủ môn mượn người Tây Ban Nha Sergio Rico, trước khi HLV Jokanović bị sa thải tháng 11, và tình hình không thay đổi dưới HLV mới Claudio Ranieri. Tháng 2 năm 2019, anh phải nghỉ thi đấu 6 tháng sau ca phẫu thuật đầu gối.
Ngày 10 tháng 9 năm 2020, Bettinelli gia nhập câu lạc bộ Middlesbrough theo hợp đồng mượn cả mùa giải.

### Chelsea
Bettinelli ký hợp đồng hai năm với câu lạc bộ Premier League Chelsea ngày 28 tháng 7 năm 2021. Anh ra mắt Chelsea ngày 8 tháng 1 năm 2022 trong chiến thắng 5–1 ở vòng 3 FA Cup trước đội National League Chesterfield tại Stamford Bridge. Ngày 27 tháng 3 năm 2023, anh ký hợp đồng mới với Chelsea kéo dài đến mùa hè 2026.

### Manchester City
Ngày 10 tháng 6 năm 2025, câu lạc bộ Premier League Manchester City thông báo ký hợp đồng một năm với Bettinelli.

## Sự nghiệp quốc tế
Tháng 11 năm 2014, Bettinelli được triệu tập lần đầu vào đội U21 Anh cho các trận gặp Bồ Đào Nha và Pháp. Anh ra mắt đội U21 trong trận giao hữu thắng 1–0 trên sân khách trước Cộng hòa Séc ngày 27 tháng 3 năm 2015. Đây cũng là lần ra sân duy nhất của anh cho đội U21.
Tháng 9 năm 2018, anh được triệu tập vào đội tuyển quốc gia Anh cho các trận gặp Tây Ban Nha và Thụy Sĩ.

## Đời tư
Bettinelli là con trai của HLV thủ môn học viện Fulham Academy Vic Bettinelli, và có gốc gác Ý từ phía cha. Bettinelli cùng vợ sống với hai chú chó của họ. Trong thời gian rảnh, anh thích chơi golf, chơi video game và xem phim cũng như các chương trình trên Netflix.
Anh là con trai huấn luyện viên thủ môn Vic Bettinelli của Học viện bóng đá Fulham. Bettinelli có gốc gác Ý từ gia đình bên nội.

## Thống kê sự nghiệp
Tính đến 28 tháng 7 năm 2021
| Câu lạc bộ                    | Mùa giải       | Giải quốc nội      | Giải quốc nội | Giải quốc nội | Cúp FA | Cúp FA | Cúp EFL | Cúp EFL | Châu Âu | Châu Âu | Khác | Khác | Tổng | Tổng |
| Câu lạc bộ                    | Mùa giải       | Hạng đấu           | Trận          | Bàn           | Trận   | Bàn    | Trận    | Bàn     | Trận    | Bàn     | Trận | Bàn  | Trận | Bàn  |
| ----------------------------- | -------------- | ------------------ | ------------- | ------------- | ------ | ------ | ------- | ------- | ------- | ------- | ---- | ---- | ---- | ---- |
| Fulham                        | 2012–13        | Premier League     | 0             | 0             | —      | —      | —       | —       | —       | —       | —    | —    | 0    | 0    |
| Fulham                        | 2013–14        | Premier League     | 0             | 0             | —      | —      | 0       | 0       | —       | —       | —    | —    | 0    | 0    |
| Fulham                        | 2014–15        | Championship       | 39            | 0             | 4      | 0      | 2       | 0       | —       | —       | —    | —    | 45   | 0    |
| Fulham                        | 2015–16        | Championship       | 11            | 0             | 0      | 0      | 1       | 0       | —       | —       | —    | —    | 12   | 0    |
| Fulham                        | 2016–17        | Championship       | 6             | 0             | 3      | 0      | 0       | 0       | —       | —       | 2    | 0    | 11   | 0    |
| Fulham                        | 2017–18        | Championship       | 26            | 0             | 0      | 0      | 1       | 0       | —       | —       | 3    | 0    | 30   | 0    |
| Fulham                        | 2018–19        | Premier League     | 7             | 0             | 1      | 0      | 0       | 0       | —       | —       | —    | —    | 8    | 0    |
| Fulham                        | 2019–20        | Championship       | 14            | 0             | 0      | 0      | 0       | 0       | —       | —       | 0    | 0    | 14   | 0    |
| Fulham                        | 2020–21        | Premier League     | 0             | 0             | —      | —      | —       | —       | —       | —       | —    | —    | 0    | 0    |
| Fulham                        | Tổng cộng      | Tổng cộng          | 103           | 0             | 8      | 0      | 4       | 0       | —       | —       | 5    | 0    | 120  | 0    |
| Dartford (cho mượn)           | 2012–13        | Conference Premier | 35            | 0             | 0      | 0      | —       | —       | —       | —       | 7    | 0    | 42   | 0    |
| Accrington Stanley (cho mượn) | 2013–14        | League Two         | 39            | 0             | 1      | 0      | 1       | 0       | —       | —       | 0    | 0    | 41   | 0    |
| Middlesbrough (cho mượn)      | 2020–21        | Championship       | 41            | 0             | 0      | 0      | 1       | 0       | —       | —       | —    | —    | 42   | 0    |
| Chelsea                       | 2021–22        | Premier League     | 0             | 0             | 0      | 0      | 0       | 0       | 0       | 0       | 0    | 0    | 0    | 0    |
| Tổng sự nghiệp                | Tổng sự nghiệp | Tổng sự nghiệp     | 218           | 0             | 9      | 0      | 6       | 0       | 0       | 0       | 12   | 0    | 245  | 0    |

## Danh hiệu

### Câu lạc bộ

#### Fulham
- Play-off lên hạng EFL Championship: 2018,[58] 2020 [59]

#### Chelsea
- UEFA Super Cup: 2021[60]
- FIFA Club World Cup: 2021